# Contratiempos
Contratiempos es el undécimo disco de la banda vallisoletana de rock, Celtas Cortos, lanzado el 16 de septiembre de 2014.
El álbum supone un nuevo trabajo del grupo con canciones propias, tras una espera de 6 años, desde que lanzaran en 2008 el álbum 40 de abril. Además, cuenta con la colaboración de Rozalén en la canción titulada Hora de aventuras. Muestra un carácter reivindicativo, con el fin de denunciar la grave crisis social y económica que se está produciendo a nivel mundial.
Por otro lado, es un álbum en el que no participa Óscar García, participando en su lugar Chuchi Marcos. Sin embargo, en la promoción del disco y en el videoclip de Salieron las estrellas, si participa Óscar García. Del mismo modo, durante la gira posterior a este disco, Óscar García no participa en algunos de los conciertos por motivos de salud.
El título del disco fue elegido a través de un concurso promovido por el propio grupo de música, a través de Facebook, en el cual pedían a los seguidores que propusieran títulos para el disco.

## Lista de canciones[6]
1. Salieron las estrellas - 3:50
Letra: Jesús Hernández Cifuentes. Música: Jesús Hernández Cifuentes, Antón Dávila, Alberto García.
2. El peor sueño - 4:01
Letra y música: Alberto García.
3. Cuidao con ellos - 3:34
Letra Jesús Hernández Cifuentes. Música: Jesús Hernández Cifuentes, Alberto García.
4. Hora de aventuras - 3:57
Letra Jesús Hernández Cifuentes. Música: Jesús Hernández Cifuentes, Antón Dávila.
5. Rock & Rola - 3:13
Música Antón Dávila.
6. Se lo llevaron todo - 3:30
Letra Elhombreviento. Música: Alberto García.
7. Espejo - 4:15
Letra Jesús Hernández Cifuentes. Música: Jesús Hernández Cifuentes, Antón Dávila, Alberto García.
8. Sigue caminando - 3:15
Letra y música Alberto García.
9. Bueu - 2:47
Música Antón Dávila.
10. Quiénes - 3:55
Letra Jesús Hernández Cifuentes. Música: Jesús Hernández Cifuentes, Alberto García.
11. Suelto el lastre - 3:35
Letra Jesús Hernández Cifuentes. Música: Jesús Hernández Cifuentes, Antón Dávila, Alberto García.
12. Vals del abuso - 3:14
Letra Elhombreviento. Música Alberto García.

## Ficha técnica[7]
El disco fue grabado y mezclado en los estudios Planta Sónica 2 (Vigo, Pontevedra) , Milos 44 (Valladolid) y Eldana (Dueñas, Palencia)
- Mezcla: Fernando Montesinos.
- Masterización: Goyo Yeves.

Músicos
- Alberto García: Violín y trombón.
- Goyo Yeves: Saxo alto, saxo soprano y tin whistle.
- Chuchi Marcos: Bajo eléctrico.
- Jesús H. Cifuentes: Guitarras acústicas, eléctricas y voz.
- José Sendino: Guitarras eléctricas.
- Antón Dávila Flautas, gaitas y bouzuki.
- Diego Martín: Batería.

Colaboraciones
- Francisco García Álvarez: Orquestación de "Salieron las estrellas", "Quiénes", "Se lo llevaron todo", y "El peor sueño".
- Diego Cebrián: dirección de la Banda Sinfónica del Conservatorio de Valladolid.
- Rozalén: voz en "Hora de aventuras".

## Recepción
Goyo Yeves asegura que la repercusión de este disco ha sido menor de la esperada. Añadiendo que contiene letras más críticas y combativas que otros trabajos anteriores del grupo.